# Karamea tricerata
Karamea tricerata is een hooiwagen uit de familie Triaenonychidae.